# Репегів
Репегів — струмок в Україні, у Рахівському районі Закарпатської області, правий доплив Лазещини (басейн Дунаю).

## Опис
Довжина струмка приблизно 4 км. Формується з багатьох безіменних струмків.

## Розташування
Бере початок на південно-західній околиці села Яблуниці. Тече переважно на південний захід і у селі Лазещина впадає у річку Лазещину, ліву притоку Чорної Тиси.
Струмок перетинає автомобільна дорога Н09